# هارييت زوكرمان
هارييت زوكرمان (بالإنجليزية: Harriet Zuckerman)‏ هي عالمة اجتماع وأستاذة جامعية أمريكية، ولدت في 19 يوليو 1937 في نيويورك في الولايات المتحدة.